# アル北郷
アル北郷（アルきたごう、1971年8月26日 - ）は、日本のお笑い芸人、俳優、放送作家、コラムニスト。本名は北郷 淳（きたごう じゅん）。東京都北区十条出身。
オフィス北野（現：TAP）を経てT.Nゴン所属。たけし軍団の一員（本人によると73番目ぐらいとのこと）である。軍団の先輩・水道橋博士〈浅草キッド〉のブログによると、ビートたけしが命名した芸名の由来はアル・カポネから来ているとの情報がある。
北野映画に常連として8本出演するなど、役者としての顔も持つ。
2017年、毎週土曜更新、Podcast「サンキューしめ子」にて、コメディー部門、ダウンロード1位を獲得。
2008年10月から2022年3月までは、TBSテレビの報道・情報番組『情報7daysニュースキャスター』（2014年4月からは『新・情報7daysニュースキャスター』）ではブレーンを務めていた。
江戸まち たいとう芸楽祭アドバイザーを務める。

## 来歴
- サラリーマン生活を経験し[7]1995年[8]、ビートたけしに弟子入り。
- 弟子入り翌日から軍団の先輩・ダンカンの付き人になり[8]、弟子入り2日目から軍団の先輩である博士宅に3年間居候[8][9][10]。26歳（1997年[8]）から32歳までの7年間、たけしの付き人を務めたという[11]。
- 旧芸名は『犬岩石』、同期の[9]ガンビーノ小林とのコンビ『スピーク☆イージー』（2003年7月解散[9]）を経て、漫談スタイルのピン芸人[9]としての活動に移行した[12]。
- 2008年、映画『アキレスと亀』で、三又又三、お宮の松と共に、「第18回東京スポーツ映画大賞」新人賞を受賞。
- 近年では、〆さばアタル、お宮の松との『トリオロス☆アキオ』としての活動もある。また、たけしが出演する番組に放送作家・ブレーンとして参加もしている[注 1]。
- 2012年から始まった、雑誌、「週刊・アサヒ芸能」での連載「決して声に出して読めない、たけし金言集」は400回を超える人気連載。現在も連載中。同連載をまとめた「たけし金言集」を2014年に出版。
- 2013年から2019年まで行われていた全9回の「ビートたけしほぼ単独ライブ」では企画・構成および出演を務めていた。

## 出演

### 映画
- チンピラ（1996年、ゼアリズ＝タキコーポレーション）
- HANA-BI（1998年、オフィス北野）
- 菊次郎の夏（1999年、オフィス北野）
- ニンゲン合格（1999年、大映）
- BROTHER（2001年、オフィス北野）
- Dolls（2002年、オフィス北野）
- 座頭市（2003年、オフィス北野）
- TAKESHIS'（2005年、オフィス北野）
- LOFT ロフト（2005年、ファントム・フィルム）
- 監督・ばんざい!（2007年、オフィス北野）
- アキレスと亀（2008年、オフィス北野）

### テレビ
- アグレッシブですけど、何か? 第336話「絶景じゃないと受けられない授業 〜オフィス北野の裏側〜」（2014年7月16日、広島ホームテレビ）
- ナカイの窓（2013年8月7日　日本テレビ）

### ポッドキャスト
- 三又又三と「アル北郷のエドリア～ンⅡ」
- アル北郷の「サンキューしめ子」

## 著書
- たけし金言集〜あるいは資料として現代北野武秘語録 - 徳間書店、2014年5月27日 ISBN 9784198637989 （※ 『週刊アサヒ芸能』の連載記事の単行本化）